# Caloptilia leucolitha
Caloptilia leucolitha är en fjärilsart som först beskrevs av Edward Meyrick 1912.  Caloptilia leucolitha ingår i släktet Caloptilia och familjen styltmalar.
Artens utbredningsområde är Sri Lanka. Inga underarter finns listade i Catalogue of Life.